# Brüderchen und Schwesterchen (film, 1953)
Pour plus de détails, voir Fiche technique et Distribution.
Brüderchen und Schwesterchen est un film allemand réalisé par Walter Oehmichen et Hubert Schonger sorti en 1953.
Il s'agit d'une adaptation du conte Frérot et Sœurette (Brüderchen und Schwesterchen en allemand) par les frères Grimm. C'est la première adaptation de ce conte ; une deuxième aura lieu en 2008.

## Synopsis
Le roi est très inquiet pour sa femme, la reine qui souffre depuis longtemps et ne peut pas l'aider. Le couple royal a deux enfants Frérot et Sœurette. Surtout Frérot est toujours prêt à faire des farces et Sœurette est toujours avec lui. Ils ont également une nounou, Valentine, qui préfère dormir, ce qui les encourage. Si cela devient trop grave, elle menace de tout dire à Uzza la noire.
Uzza la noire vit dans une zone reculée du château et recueille des herbes et des épices pour la cuisine du château. Uzza a une fille, la borgne Sule. Elle est toujours insatisfaite et pleurniche tellement que sa mère cède à tous ses caprices. Après une querelle avec les enfants royaux, Sule court hurler à sa mère et veut qu'elle la transforme en princesse. Elle menace de sauter par la fenêtre si la mère ne réalise pas son souhait. Quand elle se rend compte de la peur de sa mère pour elle, elle pleure que sa princesse ne suffit pas, elle veut être reine. Uzza la noire est seulement animée par la pensée que son enfant sur le rebord de la fenêtre ne passe pas, et accepte.
À minuit au clair de lune, Uzza se faufile à travers la forêt en recueillant les herbes dont elle a besoin pour ses sorts. Quand elle a tout ensemble, elle retourne au château. La reine devient de pire en pire. Contrairement à l'avis du médecin de la cour, le roi accueille Uzza. Le médecin personnel de la reine proteste en vain quand Uzza administre les potions qu'elle a faits à la Reine, avec l'approbation du roi. Dès que la reine boit, elle se lève de son lit et semble en bonne santé. Le roi exprime sa gratitude à Uzza et, par gratitude, la nomme femme de chambre, qui peut s'occuper de la reine dans le futur, ignorant que Uzza a préparé le médicament afin qu'elle puisse maintenant influencer la volonté de la reine. Frérot et Sœurette sont pleins de joie que leur mère est tellement mieux.
Uzza la noire regarde dans son miroir magique, où elle peut tout voir. Invoquant, elle parle au miroir: "Tu dois, tu dois ..." et comme par magie, la reine se lève et va dans la forêt, où elle s'effondre dans une petite hutte et se transforme en un buisson épineux. Uzza dit à sa fille qu'elle peut devenir reine et l'amène dans la chambre du couple royal. Elle rassure Sule en lui disant que le roi ne peut pas la faire reine tout de suite. Sule demande à sa mère de s'assurer que Frérot et Sœurette disparaissent pour toujours. Peu de temps après, Uzza se transforme en oiseau de proie. Frérot et Sœurette suivent l'oiseau profondément dans la forêt et se perdent. Uzza se transforme et ensorcèle les sources. Une fois de plus, dans le château, Uzza arrête le roi qui veut voir la reine, lui disant que la reine dort profondément.
Frérot et Sœurette se réveillent dans la forêt et passent la nuit dans une grotte. Frérot a très soif. Devant la première source, il est marqué : « Qui boira deviendra un tigre. » Sœurette lui demande de ne pas en boire, sinon il deviendra un animal sauvage et la déchiquettera. À une deuxième source, il est marqué : « Qui boira deviendra un loup. » De nouveau, Sœurette intervient. Et à une troisième source, malgré l'avertissement de la source et de sa petite sœur, il se penche et boit et devient immédiatement un cerf. Sœurette lui assure qu'elle ne le quittera jamais et met sa jarretière dorée autour du cou du cerf, puis cherche un endroit pour rester dans la forêt. Elle découvre une petite cabane, ignorant que le rosier, qui commence à fleurir, est sa mère transformée. Elle veut rester avec son frère qui a gardé une voix humaine. Dans la soirée, Sœurette prie et le rosier lui répond : « Chers enfants, bonne nuit, ne craignez rien, votre mère veille. »
Pendant ce temps, au château, on découvre que Frérot et Sœurette ont disparu et que le roi et ses chasseurs parcourent les bois à la recherche d'eux. Quand le cerf entend les cornes de chasse, il veut désespérément aller dans la forêt et même si sa sœur est inquiète, elle le laisse partir. Quand le soir tombe, il frappe à la cabane. Les chasseurs Bimbo et Bambo voient la créature et veulent la capturer. Ils le suivent jusqu'à la cabane. Surpris, ils entendent qu'elle parle. Ils pensent qu'ils doivent en rendre compte au roi. Un autre jour, Frérot veut sortir quand il entend le cor de chasse. Sœurette cède en pleurant. Le roi voit le cerf avec le collier d'or et donne l'ordre de le chasser toute la journée, mais en aucun cas de le blesser. Pendant ce temps, Bimbo et Bambo frappent à la porte de la hutte et sont invités par Sœurette. Frérot vient. Les chasseurs amènent la fillette et le cerf au roi. Il réconforte la fille qui pleure et dit que le cerf va maintenant rester avec eux et qu'ils vont l'aimer autant que Frérot sous forme humaine. Tout le monde retourne au château. Par la fenêtre, Uzza la noire les voit rentrer. elle fait un nouveau plan pour se débarrasser des deux. La reine enchantée dans la forêt ressent le grand danger que courent ses enfants, ce qui lui donne la force de se libérer comme un fantôme du rosier, parce que l'amour et le souci de la mère sont plus forts que la méchanceté. Quand Uzza voit la reine dans le château, elle laisse tomber le poison de ses mains, avec lequel elle voulait tuer la fille et le cerf. La reine entre dans la chambre des enfants et maudit la sorcière. Valentine entend cela et en parle au roi. Le roi se réveille la nuit suivante. Quand sonne minuit, la porte s'ouvre et la reine apparaît. Le roi s'approche d'elle et l'embrasse, disant qu'elle ne peut être que sa chère épouse et l'embrasse sur le front. Son baiser brise la magie, la reine est libre. Uzza a perdu sa magie sur elle. Devant le médecin personnel, Usa se transforme en truie et sa fille en porcelet. De même, la magie n'agit plus sur Frérot. Redevenu garçon, il amène Uzza et Sule devant sa famille. 
Le médecin personnel dit qu'elles sont devenues ce qu'elles ont toujours été, des cochons.

## Fiche technique
- Titre : Brüderchen und Schwesterchen
- Réalisation : Walter Oehmichen (de) et Hubert Schonger
- Scénario : Hans Fitz (de)
- Musique : Bert Grund (de)
- Photographie : Wolf Schwan (de)
- Montage : Eva Ponto (de)
- Production : Hubert Schonger
- Sociétés de production : Schongerfilm
- Société de distribution : Jugendfilm-Verleih
- Pays d'origine :  Allemagne de l'Ouest
- Langue : allemand
- Format : Noir et blanc - 1,37:1 - Mono - 35 mm
- Genre : Comédie
- Durée : 64 minutes
- Dates de sortie :
  -  Allemagne de l'Ouest : 25 décembre 1953.

## Distribution
- Götz Wolf : Frérot
- Maria Kottmeier : Sœurette
- Bettina Falckenberg : La Reine
- Arnold Marquis (de) : Le Roi
- Martina Eginhardt : Uzza la noire
- Annemarie Wernicke (de) : Sule
- Elisabeth Waldenau : Valentine
- Wolfried Lier (de) : Le chasseur Bambo
- Ado Riegler (de): Le chasseur Bimbo
- Hans Hermann Schaufuß : Le médecin

## Source de la traduction
- (de) Cet article est partiellement ou en totalité issu de l’article de Wikipédia en allemand intitulé « Brüderchen und Schwesterchen (1953) » (voir la liste des auteurs).